# La Paz (Córdoba)
La Paz es una localidad situada en la pedanía Talas, departamento San Javier, provincia de Córdoba, Argentina.
Se encuentra ubicada a 232 km de la ciudad de Córdoba y a 41 km de la ciudad de Villa Dolores.
La localidad surgió como una villa asentada alrededor de la capilla de San Juan de las Talas, que data de 1720. La fiesta patronal se celebra el día 29 de agosto, en honor a San Juan Bautista.

## Economía
La principal actividad económica de la localidad es el turismo y la producción de hierbas medicinales y de frutas.
Entre sus principales atractivos turísticos se encuentran el cerro Loma Bola, el cruce de los arroyos, sus extensos bosques nativos y su gastronomía.

## Población
según el Indec en 2022, La Paz tiene una población 5893 habitantes, representa un incremento de 80 % frente a los 1189 habitantes del Indec en 2010 
| Gráfica de evolución demográfica de La Paz entre 1991 y 2022 |
|                                                              |
| Fuente: Censos nacionales del INDEC                          |

## Sismicidad
La sismicidad de la región de Córdoba es frecuente y de intensidad baja, y un silencio sísmico de terremotos medios a graves cada 30 años en áreas aleatorias. Sus últimas expresiones se produjeron:
- 22 de septiembre de 1908 (116 años), a las 17.00 UTC-3, con 6,5 Richter, escala de Mercalli VII; ubicación 30°30′0″S 64°30′0″O / -30.50000, -64.50000; profundidad: 100 km; produjo daños en Deán Funes, Cruz del Eje y Soto, provincia de Córdoba, y en el sur de las provincias de Santiago del Estero, La Rioja y Catamarca[2]

- 16 de enero de 1947 (78 años), a las 2.37 UTC-3, con una magnitud aproximadamente de 5,5 en la escala de Richter (terremoto de Córdoba de 1947)[1]

- 28 de marzo de 1955 (70 años), a las 6.20 UTC-3 con 6,9 Richter: además de la gravedad física del fenómeno se unió el desconocimiento absoluto de la población a estos eventos recurrentes (terremoto de Villa Giardino de 1955)

- 7 de septiembre de 2004 (20 años), a las 8.53 UTC-3 con 4,1 Richter

- 25 de diciembre de 2009 (15 años), a las 21.42 UTC-3 con 4,0 Richter

## Capillas católicas en La Paz
| Capilla | San Juan Bautista |